# フェルトキルヒ - ブクス線
フェルトキルヒ - ブクス線（ドイツ語: Bahnstrecke Feldkirch–Buchs）はオーストリアフォアアールベルク州のフェルトキルヒとスイス聖ガレン州のブクスを結ぶ単線の電気鉄道である。この路線はリヒテンシュタイン公国を通過する唯一な鉄道路線であり、終点であるブクス駅は共同の国境駅である。鉄道施設物はÖBB施設・建設株式会社が所有している。

## 沿線概況
この路線はフェルトキルヒ駅から1 kmほどリンダウ方面の鉄道路線と共に北東方向で伸びて、アルデツェン山の山麓を従い半円形で曲がる。列車はイル川鉄道橋を通過して、西南向こうのリヒテンシュタイン国境線へ走行する。この路線はネンデルン駅からシャーンを経てライン川に通じる。ライン川鉄道橋の中間にはリヒテンシュタイン公国とスイスの境界線がある。列車は境界線を通過して、急曲線で北側へ向かい、終点のブクス駅に到着する。

## 歴史

### フォアアールベルク鉄道
1858年6月にライネク - ザルガンス区間が開通されて、フォアアールベルク地方のライン川水域では鉄道連結が企画されていた。その背景からオーストリアとスイスは両路線を互いに結ぶための交渉を開始した。1865年8月5日にオーストリア＝ハンガリー帝国、バイエルン、スイスの間に締結された条約が一旦実行されなかった。リヒテンシュタイン政府は自国領を鉄道で連結するために力を尽くした。1870年1月の折衷案ではリヒテンシュタインを鉄道で直接に連結する鉄道路線の認可が確言された。1870年8月27日にフェルトキルヒ - ブクス区間の鉄道敷設に関する条約が四つの当事国の間に締結されて、現在その条約は有効である。
1871年に「帝国特認フォアアールベルク鉄道（k.k. Previlegierte Vorarlberger Bahn）」が設立されて、1872年10月24日にこの路線を開通した。ライン川の鉄道橋は1870年から1872年まで鉄製ブラウントラス橋の構造で建設された。機関車と客車は1870年の条約10条、16条の根拠で全ての当事国で支障なしに使用され、また国の間に車両通行が可能なべきである。この路線で輸送される物品の場合、通過関税が少ない例外で免除されている。14条条項の内容は、犯罪者および不法取り引きあるいはオーストリア租税法の重大な違反で有罪宣告を受けた者はこの路線の利用を禁ずることである。

### オーストリア連邦鉄道時代
1926年12月にこの路線の電気運転が実現されて、アールベルク線およびフォアアールベルク線と共に電車線で連結された。1927年ライン川洪水の時に氷河の土砂が鉄道橋に積もって、9月25日にリヒテンシュタイン側の堤防が崩壊した。それでシャーンからバングスおよびトスタース地域まで氾濫した。破壊された鉄道橋は臨時橋梁に置き換えられた。1934年から1935年まで新しい鋼製橋梁が破壊された鉄道橋の橋脚上に190 mの長さで建設された。
ナチス統治下の時期にこの路線の一部はアウクスブルク管理局に所属していた。1945年以後オーストリア連邦鉄道が再建され、この路線はインスブルック管理局に属することとなった。

### ÖBB持ち株会社時代
1977年に与えられたリヒテンシュタイン公国の運営許可が2017年12月31日に満了した。新しい許可の具体的な事項に関する合議案がまだなかったので、路線運営は許可の仮延長で維持されている。2000年代以来この路線を複線で改修して、三国のSバーンを導入する試みが続けている。

## 運行形態

### 遠距離輸送
全列車、フェルトキルヒ以東は400号線本線に、ブクス以西はスイス国鉄880号線に直通する。
- レールジェット（rjx）: チューリヒ - ザルガンス - ブクス - フェルトキルヒ - 聖アントン - インスブルック - クーフシュタイン - ザルツブルク - リンツ - ウィーン。
120分間隔。
2018年以前はレイルジェット(rj)の種別で運行していた。

- ナイトジェット: チューリヒ - ザルガンス - ブクス - フェルトキルヒ - 聖アントン - インスブルック - ビショフスホーフェン - ゼルツタール - レオベン - ブルック・アン・デア・ムル - グラーツ。
- ナイトジェット: チューリヒ - ザルガンス - ブクス - フェルトキルヒ - 聖アントン - インスブルック - クーフシュタイン - ザルツブルク - リンツ - ウィーン。
一日一往復ずつ、合計一日2往復の運行。一部車両は、ユーロナイト(EN)の種別で運行する。

- ユーロシティ(EC) トランサルピン号：　チューリッヒ - ブルーデンツ - グラーツ
一日1往復の運行。

### 地域輸送
フォアアールベルク州の区間にフォアアールベルク運輸連合 (Verkehrsverbund Vorarlberg, VVV) の運賃システムが適用されている。リヒテンシュタイン公国の区間はリヒテンシュタイン交通公団（Verkehrsbetrieb Liechtenstein-Mobil, LIEmobil）の運賃適用区間である。ネンデルン - シャーン・ファドゥーツ区間は、スイスへの外部通行の場合、東風運輸連合（Tarifverbund Ostwind, OSTWIND）の変遷区間に当たる。
- 快速列車（R2）: ブクス ← シャーン・ファードゥツ ← ネンデルン ← フェルトキルヒ。
平日の夕方のみ、一日片道5本の運行。リヒテンシュタインでのローカル輸送を担っている。
2022年度以前はレギオナルエクスプレスの種別で運行していた。一日1-3往復の運行であった他、アルテンシュタットを通過する列車もあった。

- 普通列車（S2）: ブクス - シャーン・ファードゥツ - ネンデルン - フェルトキルヒ・ギジンゲン - フェルトキルヒ。
平日のみ、一日6～11往復、快速と合わせて一日11往復の運行。リヒテンシュタインでのローカル輸送を担っている。
過去の運行形態
2021年以前はレギオナルツーク(R)の種別で、一日6-8往復の運行であった。一部はティージスを通過していた。
2022年度に、一日8-9往復に増発された。
2023年度に、一日6-11往復の運行となり、全て各駅停車となった。

## 駅一覧
- 種別
  - rjx：超特急「レイルジェット・エクスプレス」
  - EC：特急「ユーロシティ」
  - REX：快速
  - R：普通
- 停車駅
  - ■印：全列車停車
  - ●印：大部分停車、一部通過
  - ○印：大部分通過、一部停車
  - ｜印：全列車通過

| 路線名 | 駅名                     | 駅間営業キロ | 累計営業キロ | NJ | rjx | EC | REX | R | 接続路線                                                        | 所在地                 | 所在地                 |
| ------ | ------------------------ | ------------ | ------------ | -- | --- | -- | --- | - | --------------------------------------------------------------- | ---------------------- | ---------------------- |
| 430    | フェルトキルヒ駅         | -            | 0.0          | ■  | ■   | ■  | ■   | ■ | フォアアールベルク線（ブレゲンツ方面、ウィーン方面）            | フォアアールベルク州   | フェルトキルヒ郡       |
| 430    | アルテンシュタット駅     | 2.1          | 2.1          | ｜ | ｜  | ｜ | ■   | ■ |                                                                 | フォアアールベルク州   | フェルトキルヒ郡       |
| 430    | ギージンゲン駅           | 1.5          | 3.6          | ｜ | ｜  | ｜ | ｜  | ■ |                                                                 | フォアアールベルク州   | フェルトキルヒ郡       |
| 430    | ティージス駅             | 3.7          | 7.3          | ｜ | ｜  | ｜ | ｜  | ■ |                                                                 | フォアアールベルク州   | フェルトキルヒ郡       |
| 430    | ネンデルン駅             | 4.2          | 11.5         | ｜ | ｜  | ｜ | ■   | ■ |                                                                 | リヒテンシュタイン公国 | リヒテンシュタイン公国 |
| 430    | フォースト・ヒルティ駅   | 2.6          | 14.1         | ｜ | ｜  | ｜ | ■   | ■ |                                                                 | リヒテンシュタイン公国 | リヒテンシュタイン公国 |
| 430    | シャーン・ファドゥーツ駅 | 1.8          | 15.9         | ｜ | ｜  | ｜ | ■   | ■ |                                                                 | リヒテンシュタイン公国 | リヒテンシュタイン公国 |
| 430    | ブクス駅                 | 2.6          | 18.5         | ■  | ■   | ■  | ■   | ■ | スイス国鉄 880号線（ザンクトガレン方面、クール/チューリヒ方面） | スイス連邦             | ザンクトガレン州       |